# Penstemon barrettiae
Penstemon barrettiae är en grobladsväxtart som beskrevs av Asa Gray. Penstemon barrettiae ingår i släktet penstemoner, och familjen grobladsväxter. Inga underarter finns listade i Catalogue of Life.

## Bildgalleri

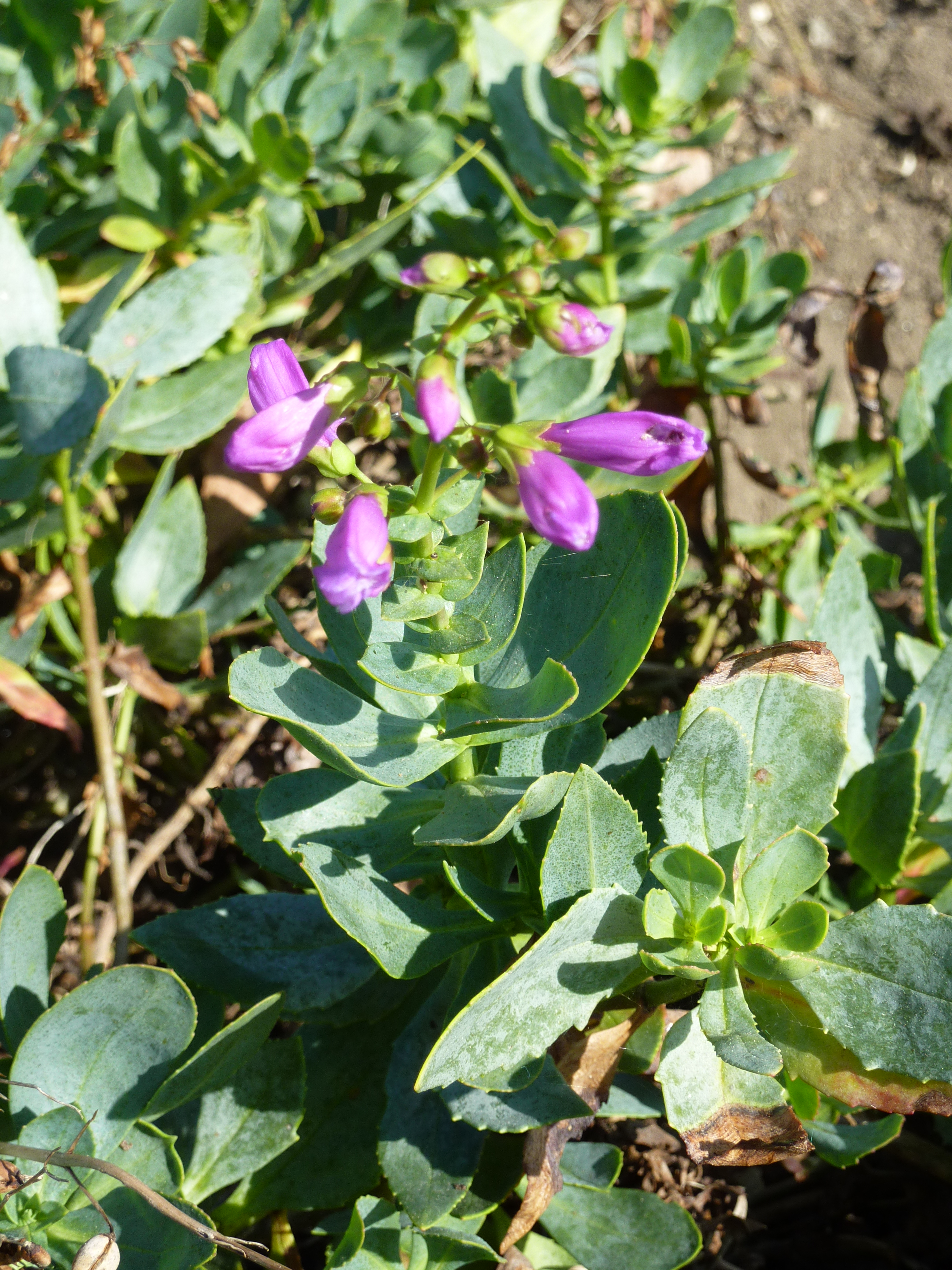